# Schizoprymnus belairi
Schizoprymnus belairi är en stekelart som beskrevs av Papp 1991. Schizoprymnus belairi ingår i släktet Schizoprymnus och familjen bracksteklar. Inga underarter finns listade i Catalogue of Life.